# Swanwick (Derbyshire)
Swanwick – wieś w Anglii, w hrabstwie Derbyshire, w dystrykcie Amber Valley. Leży 18 km na północ od miasta Derby i 195 km na północny zachód od Londynu.